# TxTハンマーアイアン
TxTハンマーアイアンは、タレントの所ジョージが全面プロデュースして完成したゴルフクラブの名称である。所は「販売目標は50万本」だと語っている。
開発のきっかけはビートたけしの発言、「オイ、所!! ゴルフクラブはよう、ほとんどフックにフェイスがささってんなぁ。パターの延長線上でアイアンを作れねえかなぁ。」からである。
発売からしばらくの間、公式競技における使用が禁止されていたが、解禁となった。

## 概要
特徴
クラブを握ってアドレスした時に、プレーヤーから見たトップブレード（ヘッドの上端長辺）、リーディングエッジ（ヘッドの下端長辺。地面と接する部分）、シャフトのラインが平行である点。通常のクラブではヘッドが楕円を帯びた三角形であり、更に三角形の頂点にあたる位置にシャフトが刺さっているため、特にトップブレードが平行にならない。
販売元 株式会社ティ・ヴィ クラブ
販売代理店　株式会社ワークスピリッツ
ゴルフクラブ製造元 マルマン（現・マジェスティ ゴルフ）
ラインナップ
ハンマーアイアン40°
ドラップアイアン（DU）58°Rシャフト
ドラップアイアン（DU）58°Lシャフト
アプローチウェッジ（AW）50°
グッド・コンディション・サンドウェッジ（SW）54°
ミドルドライバー（MD）23°（完売）
G.C.7（30°）
G.C.8（35°）
G.C.6（26°）
ラディアルパター
ディレクショナルパター
ハンマードライバー
ハンマーフェアウェーウッド
ハンマーアイアン23°
ミドルドライバー（MD）19°
ゴルフクラブだけでなく、キャップやバッグなどのグッズなども数多く発売されている。
各界の著名人に愛用者が多く、中でも中村勘三郎は、『さんまのまんま』の番組内で『考えた所ジョージさんの銅像を建てたい』とクラブを絶賛している。
ハンマードライバーでは、ドライバーヘッドのクラウン上にスコアラインを入れるという大胆な発想で、構えやすくするという手法を取り、その後には他メーカーも様々なラインを入れるという状況も生まれている。